# سول (فرنسا)
سول مقاطعة فرنسية وجزء من إقليم البرانس الأطلسية الحالية.